# Fuat Usta
Fuat Usta (* 3. Juli 1972 in Samsun) ist ein ehemaliger türkischer Fußballspieler.

## Karriere
Usta begann seine Karriere 1990 beim Erstligisten Fortuna Sittard. Am Ende der Eredivisie 1992/93 stieg der Verein in die zweite Liga ab. 1995 feierte er mit dem Verein die Zweitligameisterschaft und den Aufstieg in die erste Liga. 1995 wurde er an dem türkischen Beşiktaş Istanbul ausgeliehen. 1996 wurde er mit dem Verein Tabellendritter der Süper Lig. 1996 kehrte er zu Fortuna Sittard zurück. 1998 wechselte er zu SC Cambuur. Von 1999 bis 2000 war er bei Sparta Rotterdam unter Vertrag. 2001 unterschrieb er einen Vertrag beim Zweitligisten MVV Maastricht. Im Sommer 2002 wechselte er zum japanischen Zweitligisten Ōmiya Ardija. 2003 kehrte er zu MVV Maastricht zurück.